# Sibu, Sarawak
Sibu /ˈsibuː/ (giản thể: 诗巫; phồn thể: 詩巫; bính âm: Shīwū) là thị trấn thủ phủ của huyện Sibu thuộc tỉnh Sibu, bang Sarawak, Malaysia. Thị trấn nội lục này nằm trên đảo Borneo, có diện tích là 129,5 km². Sibu nằm tại nơi hợp lưu của hai sông Rajang và Igan, cách bờ Biển Đông khoảng 60 km và cách thủ phủ bang Kuching 191,5 kilômét (119 mi) về phía đông bắc của thành phố này. Người Hoa chiếm ưu thế trong thành phần cư dân thị trấn, đặc biệt là người Phúc Châu. Các dân tộc khác là người Melanau, người Mã Lai, và người Iban cũng hiện diện tại khu vực này. Dân số thị trấn vào năm 2010 đạt 162.676.
James Brooke thuộc địa hóa Sibu vào năm 1862 khi ông cho xây một công sự trong thị trấn nhằm đẩy lui các cuộc tấn công của người Dayak bản địa. Sau đó, một nhóm nhỏ người Hoa thuộc phân nhóm Mân Nam định cư quanh công sự để tiến hành các hoạt động kinh doanh một cách an toàn. Năm 1901, Hoàng Nãi Thường dẫn đầu một cuộc di cư quy mô lớn với 1.118 người Hoa Phúc Châu từ tỉnh Phúc Kiến đến Sibu. Điều này khiến Sibu thường được gọi là "Tân Phúc Châu". Chính phủ Brooke cho xây dựng Chợ Sibu và bệnh viện đầu tiên trong thị trấn. Bệnh viện Lau King Howe và một số trường học và nhà thờ của giáo phái Giám Lý được xây dựng trong thập niên 1930. Tuy nhiên, thị trấn Sibu bị đốt cháy hoàn toàn hai lần vào năm 1889 và 1928 song sau đó lại được tái thiết. Không xảy ra giao tranh ác liệt tại Sibu trong thời kỳ Nhật Bản chiếm đóng Sarawak từ năm 1941. Sau khi Nhật Bản đầu hàng vào năm 1945, Sarawak được nhượng lại cho Anh với vị thế một thuộc địa hoàng gia. Điều này khiến một nhóm thanh niên người Melanau tại Sibu bất mãn, họ là những người ủng hộ độc lập. Do đó, thống đốc thứ hai của Anh tại Sarawak là Duncan George Stewart bị Rosli Dhobi ám sát khi ông ta đến thăm Sibu vào tháng 12 năm 1949. Sibu và lưu vực Rajang cũng trở thành trung tâm của các hoạt động cộng sản từ 1950 và điều này tiếp diễn ngay cả sau khi Sarawak độc lập vào năm 1963. Bộ tư lệnh An ninh Rajang (RASCOM) sau đó được thành lập nhằm kiềm chế các hoạt động cộng sản trong khu vực. Khởi nghĩa cộng sản tại Sarawak suy yếu đáng kể trong năm 1973 rồi kết thúc vào năm 1990. Sibu được nâng cấp lên vị thế đô thị tự trị vào năm 1981. Thị trấn tiếp đón một chuyến thăm của quân chủ Malaysia vào tháng 9 năm 2001. Thị trấn cũng là một cửa ngõ đến Hành lang Năng lượng tái tạo Sarawak (SCORE) từ 2008.
Sibu là cửa ngõ du lịch chủ yếu đến thượng du Sông Rajang, là khu vực có các thị trấn ven sông quy mô nhỏ và có nhiều nhà dài của người Iban và Orang Ulu. Trong số các dấu mốc nổi bật tại Sibu, có tòa nhà cao nhất bang Sarawak là Wisma Sanyan, Cầu Lanang (một trong các cầu qua sông dài nhất tại Sarawak) và quảng trường lớn nhất tại Malaysia nằm gần Wisma Sanyan. Bảo tàng Kỷ niệm Bệnh viện Lau King Howe là bảo tàng y tế đầu tiên và duy nhất tại Malaysia. Chợ Trung tâm Sibu là chợ trong nhà lớn nhất tại Sarawak. Trong số các điểm thu hút du khách tại Sibu, có Trung tâm Di sản Sibu, Miếu Đại Bá Công, các nhà dài Bawang Assan, Thánh đường Cũ Sibu, Chùa Ngọc Long Sơn Thiên Ân, Công viên Kỷ niệm Bukit Aup, Lâm viên Bukit Lima, Chợ Đêm Sibu, lễ hội Văn hóa Borneo (BCF), và Lễ hội Vũ đạo Quốc tế Sibu (SIDF). Lâm sản và đóng tàu là hai hoạt động kinh tế chính tại Sibu.

## Từ nguyên
Trước năm 1873, Sibu được gọi là "Maling", đặt theo một đoạt uốn khúc của sông Rajang được gọi là "Tanjung Maling" nằm đối diện với thị trấn Sibu ngày nay gần nơi hợp lưu của các sông Igan và Rajang. Đến ngày 1 tháng 6 năm 1873, tỉnh thứ ba của Sarawak (nay là tỉnh Sibu) được hình thành dưới quyền Chính phủ Brooke. Tỉnh này sau đó được đặt tên theo quả chôm chôm bản địa, là loại quả có nhiều trong khu vực. Chôm chôm trong tiếng Iban được gọi là "Buah Sibau".

## Lịch sử

### Đế quốc Brunei
Trong thế kỷ XV, người Mã Lai cư trú tại miền nam Sarawak xua đuổi người Iban (di cư từ Indonesia ngày nay) hướng đến khu vực Sibu ngày nay. Trong suốt thế kỷ XVII và XVIII, lưu vực Rajang là nơi diễn ra nhiều chiến tranh bộ lạc giữa người Iban và dân tộc bản địa tại lưu vực Rajang. Đôi khi, người Iban hình thành một liên minh lỏng lẻo với người Mã Lai để tấn công các bộ lạc Kayan và tiến hành cướp bóc các tàu thuyền Trung Quốc và Indonesia đi qua khu vực.

### Triều đại Brooke

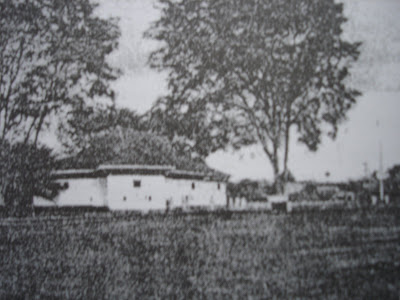
Ảnh về Công sự Sibu, khoảng từ 1862 đến 1908.

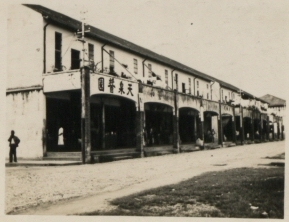
Ảnh về chợ Sibu, khoảng từ 1900 đến 1930.

James Brooke bắt đầu cai trị Sarawak (khi đó chỉ gồm khu vực Kuching ngày nay) vào năm 1841 sau khi giành được lãnh thổ từ Đế quốc Brunei. Năm 1853, Sarawak đã bành trướng lãnh thổ đến khu vực Sibu. Sibu là một làng nhỏ có một số nhà buôn bán. Các nhà buôn bán này được xây dựng với mái lá dừa nước, tường và sàn bằng gỗ. Các cư dân sớm nhất tại Sibu là người Melanau, tiếp đến là người Iban, và người Mã Lai trong thập niên 1850. Công sự Sibu (Công sự Brooke) được Rajah Brooke cho xây dựng vào năm 1862, nằm tại Channel Road ngày nay. Nó đóng vai trò là một trung tâm hành chính của triều đại Brooke tại Sibu. Tuy nhiên, nó bị phá vào năm 1936. Rajah Trắng thường cho xây dựng các công sự như vậy để khẳng định yêu sách lãnh thổ cũng như là để bảo vệ.
Ngày 13 tháng 5 năm 1870, 3.000 người Dayak (chỉ chung các dân tộc bản địa trên đảo Borneo) từ Kanowit dưới quyền một tù trưởng được gọi là Lintong hay Mua-ri tiến hành tấn công Công sự Sibu. Người Dayak sử dụng rìu nhằm qua cửa công sự, song sau đó họ bị quân Brooke đánh bại. Theo Công báo Sibu xuất bản ngày 24 tháng 1 năm 1871, Sibu có 60 cửa hàng dựng từ gỗ. Năm 1873, tỉnh thứ ba của Sarawak được hình thanh, Sibu nằm trong tỉnh này.
Người Hoa lần đầu đến Sibu là trong thập 1860. Một nhóm người Phúc Kiến xây dựng hai dãy phố với 40 cửa hàng quanh Công sự Sibu (Công sự Brooke). Người Hoa Phúc Kiến lúc đó là cộng đồng thiểu số, chủ yếu gồm người Khách Gia và Mân Nam làm nghề kinh doanh. Một lượng nhỏ người Chương Châu và Hạ Môn sau đó đến Sibu, hầu như là vì lợi ích thương nghiệp. Đến năm 1893, Munan Anak Minggat cùng tùy tùng đến Sibu, họ xây dựng một nhà dài tại Pulau Kerto, một đảo nằm tại chỗ uốn khúc của Sông Rajang đối diện Sibu gần điểm hợp lưu của sông Rajang và Igan. Ông là một thủ lĩnh quân sự trung thành với triều đại Brooke và giúp đàn áp các cuộc khởi nghĩa của người Iban quanh khu vực thượng du các sông Katibas và Lupar trong thập niên 1860 và 1880. Năm 1903, ông là người Iban đầu tiên điều hành một đồn điền cao su tại Kuching. Sau đó ông đầu tư lợi nhuận từ đồn điền cao su của mình vào các cửa hàng và đất tại Sibu.
Ngày 10 tháng 2 năm 1889, thị trấn Sibu bị cháy rụi, gây trì hoãn phát triển tại Sibu. Chính phủ Brooke cho xây bệnh viện đầu tiên tại Sibu vào năm 1912, đó là một tòa nhà một tầng bằng gỗ, có một khu bệnh nhân ngoại trú, phòng nam và phòng nữ. Ngày 8 tháng 3 năm 1928, Sibu lại bị cháy rụi, tuy nhiên Miếu Đại Bá Công vẫn còn nguyên, người dân địa phương cho đây là một kỳ tích.

### Người Phúc Châu định cư

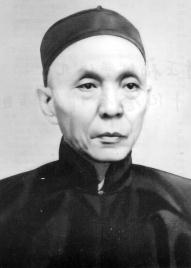
Hoàng Nãi Thường đưa 1.118 người Hoa Phúc Châu đến Sibu vào năm 1901.

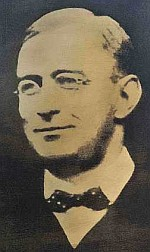
James Hoover năm 1899. Ông chịu trách nhiệm phát triển khu định cư Sibu sau khi Hoàng Nãi Thường dời Sibu vào năm 1904.

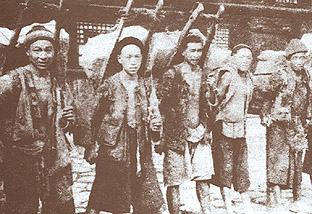
Người Hoa nhập cư đến Sibu vào năm 1900.

Hoàng Nãi Thường (Wong Nai Siong) là một học giả Cơ Đốc giáo quê ở tỉnh Phúc Kiến, Trung Quốc, ông biết đến Sarawak và Rajah Trắng thông qua con rể là Bác sĩ Lâm Văn Khánh. Vỡ mộng trước cách tiếp cận của Nhà Thanh trước Phong trào Nghĩa Hòa Đoàn khi người Cơ Đốc giáo Trung Quốc là mục tiêu đặc biệt bị tàn sát, Hoàng Nãi Thường quyết định tìm kiếm để lập một khu định cư mới tại hải ngoại, tập trung vào khu vực Nam Dương. Trước đó, trong tháng 9 năm 1899, ông tìm kiếm tại Malaya và Indonesia song không có kết quả.
Hoàng Nãi Thường được Charles Brooke phê chuẩn cho tìm kiếm một khu định cư mới trong lưu vực Rajang. Trong tháng 4 năm 1900, Hoàng Nãi Thường đi ngược dòng Sông Rajang trong 13 ngày rồi lựa chọn Sibu làm khu định cư mới cho nhóm người Phúc Châu của mình, do khu vực nằm gần đồng bằng châu thổ Rajang sẽ thích hợp cho trồng trọt. Một thỏa thuận được ký kết vào ngày 9 tháng 7 năm 1900 giữa Hoàng Nãi Thường và chính phủ Brooke tại Kuching nhằm cho phép những người Hoa định cư được đến khu vực.
Ngày 21 tháng 1 năm 1901, đợt đầu tiên với 72 người định cư đến Sibu và định cư tại khu vực Sungai Merah, cách Sibu đương thời 6 km. Ngày 16 tháng 3 năm 1901, đợt thứ nhì với 535 người định cư đến nơi. Ngày này được gọi là "Ngày Tái định cư Tân Phúc Châu". Đến tháng 6 năm 1901, đợt cuối cùng với 511 người định cư đến Sibu. Sibu do đó thường được gọi là "Tân Phúc Châu" (新福州). Đợt này khiến tổng số người định cư Phúc Châu đạt 1.118. Hoàng Nãi Thường được bổ nhiệm làm "cảng chủ" (港主), của khu định cư Phúc Châu tại Sibu. Những người định cư trồng khoai lang, quả, mía, rau, và các loại lương thực hạt lớn tại vùng đất cao và lúa tại vùng đầm lầy. Sau khi hoàn thành công việc tại Sibu, hầu hết người định cư lựa chọn ở lại và xem đây là quê hương mới của mình. Cùng với mục sư người Mỹ Reverend James Matthew Hoover, Hoàng Nãi Thường còn tham gia xây dựng các trường học và nhà thờ tại Sibu như Nhà thờ Giám Lý vào năm 1902 và Trường Giám Lý Anh-Hoa tại Sungai Merah vào năm 1903. Từ năm 1903 đến năm 1935, James Hoover giúp đỡ xây dựng 41 nhà thờ và 40 trường học tại Sibu. Từ năm 1902 đến năm 1917, có 676 người Quảng Đông đến Sibu.
Năm 1904, Hoàng Nãi Thường phản đối bán thuốc phiện và xây dựng một sòng bạc tại khu vực Sibu do chính phủ Brooke đề xuất. Sau đó, ông bị chính phủ trục xuất do không trả được nợ. Hoàng Nãi Thường và gia đình ông dời Sibu vào tháng 7 năm 1904. Rev. James Hoover kế nhiệm Hoàng Nãi Thường quản lý khu định cư Sibu. Ông đưa các cây cao su con đầu tiên đến Sibu vào năm 1904. Ông cho xây dựng một nhà thờ Giám Lý vào năm 1905, nhà thờ sau đó được đổi tên thành nhà thờ Giám Lý Masland vào năm 1925. Hoover ở lại lưu vực Rajang thêm 31 năm đến khi mất vì bệnh sốt rét vào năm 1935 tại Bệnh viện đa khoa Kuching. Việc xây dựng Bệnh viện Lau King Howe hoàn thành vào năm 1936 nhằm đáp ứng gia tăng dân số của Sibu. Bệnh viện phục vụ nhân dân Sibu trong 58 năm cho đến năm 1994 khi một bệnh viện mới được xây dựng tại Sibu.

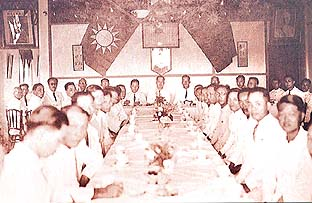
Một cuộc họp của Trung Quốc Quốc dân Đảng tại Sibu vào năm 1920.

Đến năm 1919, ảnh hưởng của nội chiến tại Trung Quốc lan đến Sarawak khi Trung Quốc Quốc dân Đảng lập các chi nhánh đầu tiên của họ tại Sibu và Kuching. Charles Brooke phản đối hoạt động chính trị như vậy của người Hoa địa phương và trục xuất một số thủ lĩnh Quốc dân Đảng. Tuy nhiên, Charles Vyner Brooke khoan dung hơn với các hoạt động như vậy. Người Hoa địa phương vũng tham gia quyên góp cho Quốc dân Đảng để chiến đấu chống Nhật Bản xâm lược Trung Quốc. Sau khi Chiến tranh thế giới thứ hai kết thúc, các thủ lĩnh Quốc dân Đảng địa phương ủng hộ chuyển nhượng Sarawak thành một thuộc địa hoàng gia của Anh song các thủ lĩnh cộng sản địa phương thì chống lại. Xung đột giữa các ủng hộ viên cộng sản và Quốc dân Đảng trở nên phổ biến. Các chi nhánh của Trung Quốc Quốc dân Đảng tại Sarawak cuối cùng bị giải tán vào năm 1949 khi đảng này thất bại trong nội chiến tại Trung Quốc đại lục và phải triệt thoái đến Đài Loan. Tuy nhiên, xung đột giữa hai phái vẫn tiếp diễn cho đến năm 1955 khi báo của Quốc dân Đảng bị chính phủ thực dân Anh cấm chỉ vào tháng 5 năm 1951; trong khi báo của cộng sản ngừng tồn tại vào năm 1955 do khó khăn tài chính.

### Nhật Bản chiếm đóng

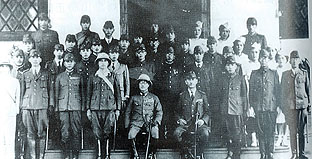
Ảnh chụp các tướng lĩnh Nhật Bản và công sứ mới của tỉnh thứ ba sau khi Sibu được đổi tên thành "Sibu-shu".

Quân Nhật đổ bộ tại Miri vào ngày 16 tháng 12 năm 1941. Họ chiếm được Kuching vào ngày 24 tháng 12 năm 1941. Ngày 25 tháng 12 năm 1941, Sibu bị 9 máy bay Nhật Bản từ Kuching đến oanh tạc. Công sứ tỉnh thứ Ba là Andrew Macpherson cho rằng người Nhật sẽ bắt đầu tấn công Sibu sau khi không kích. Ông và các quan chức của mình sau đó đào thoát khỏi Sibu đến thượng du Sông Rajang. Họ lên kế hoạch đi qua Batang Ai và vượt rừng đến phần đảo Borneo thuộc Hà Lan. Tuy nhiên, họ bị người Nhật bắt giữ và giết hại tại Ulu Moyan, Sarawak.
Đến tối ngày 26 tháng 12 năm 1941, người dân Sibu bắt đầu cướp một kho gạo chính phủ không được canh gác. Một số dân làng sống dọc Sông Rajang cũng đi ăn cắp các nhu yếu phẩm. Tình hình nhanh chóng vượt khỏi tầm kiểm soát. Công ty Sime Darby của Anh, Công ty Hữu hạn Borneo, và thương nhân người Hoa trở thành nạn nhân trong náo loạn. Thương nhân người Hoa quyết định thành lập một liên minh an ninh để đối phó với hỗn loạn. Ngày 29 tháng 1 năm 1942, một đội tiền trạm người Nhật được mời đến từ Kuching nhằm khôi phục trật tự tại Sibu. Đội tiền trạm sau đó đào thoát khỏi Sibu và trở về Kuching. Khoảng trống quyền lực tại tỉnh thứ Ba vẫn tiếp tục cho đến ngày 23 tháng 6 năm 1942, khi đại bản doanh quân Nhật tại Kuching phái Senda-Ni-Jiro (千田倪次郎) đi làm công sứ mới của tỉnh thứ ba thuộc Sarawak. Sau khi nhậm chức, ông lập tức tuyên bố rằng Lục quân Đế quốc Nhật Bản sẽ nắm toàn quyền kiểm soát đối với sinh hoạt và tài sản của nhân dân. Ngày 8 tháng 8 năm 1942, Sibu được đổi tên thành "Sibu-shu" (志布州).
Người Nhật bắt đầu áp thuế cao lên người Hoa, họ cũng bắt đầu hoạt động Túc Thanh nhằm vào các cá nhân bị nghi là kháng Nhật. Do bị tra tấn dã man, một số cá nhân người Hoa khai khống danh sách tên thuộc các tổ chức kháng Nhật. Các danh sách tên này sau đó khiến cho nhiều cá nhân vô tội bị giết tại khu hành quyết Bukit Lima trong khi một số cá nhân bị đưa đến một nhà tù tại Kapit.

### Thuộc địa hoàng gia Anh

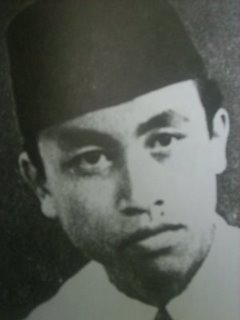
Rosli Dhobi ám sát thống đốc thứ nhì của Sarawak thời thực dân vào năm 1949.

Sau khi kết thúc thời kỳ Nhật Bản chiếm đóng Sarawak vào năm 1945, Rajah cuối cùng của Sarawak là Charles Vyner Brooke quyết định nhượng lãnh thổ này làm một thuộc địa hoàng gia Anh. Đề xuất này vấp phải phản đối mãnh liệt từ người Sarawak, sau đó phát triển thành phong trào chống chuyển nhượng. Rosli Dhobi là một phần tử dân tộc chủ nghĩa Sarawak đến từ Sibu và là một thành viên của Phong trào Thanh niên Mã Lai (Gerakan Pemuda Melayu) có mục tiêu chính là giành độc lập cho Sarawak từ tay người Anh. Ở tuổi 17, ông ám sát Duncan George Stewart, thống đốc thứ nhì của Sarawak thời thuộc địa vào ngày 3 tháng 12 năm 1949. Ông và ba người bạn của mình (Awang Ramli Amit, Bujang Suntong, và Morshidi Sidek) sau đó bị kết án tử hình bằng cách treo cổ và được chôn trong Nhà tù Trung ương Kiching vào ngày 2 tháng 3 năm 1950.
Sau 46 năm, di cốt của Rosli Dhobi được chuyển khỏi Nhà tù Trung ương Kuching và chôn tại Lăng mộ Anh hùng Sarawak gần Thánh đường Thị trấn Sibu vào ngày 2 tháng 3 năm 1996. Nhằm vinh danh đóng góp của ông trong phong trào chống thực dân, ông và các đồng sự liên quan đến vụ ám sát về sau được chính phủ bang Sarawak tổ chức một lễ tang cấp bang.

### Nổi dậy cộng sản
Sau khi Trung Quốc Quốc dân Đảng thất bại trong nội chiến tại Trung Quốc đại lục, các thành viên cộng sản tại Sibu bắt đầu củng cố bản thân tại Sarawak vào đầu thập niên 1950. Hoàng Thanh Tử (黄声梓) đến từ Bintangor trở thành chủ tịch của Đảng Cộng sản Borneo (BCP). Các hoạt động của Đảng Cộng sản Borneo chủ yếu tập trung tại Sibu, Sarikei, và Bintangor. Em trai ông là Hoàng Tăng Đình (黄增霆) cũng là một thành viên cộng sản, đóng vai trò quan trọng trong việc hình thành chính đảng đầu tiên tại Sarawak là Đảng Liên hiệp Nhân dân Sarawak (SUPP) và trở thành bí thư chấp hành đầu tiên của đảng. Đồng minh Giải phóng Sarawak (SLL) được thành lập vào năm 1954 sau khi hợp nhất BCP cùng một số tổ chức cộng sản khác.
Chủ nghĩa cộng sản phát triển tại Sibu dựa nhiều vào các phong trào học sinh trong một số trường học như Trung học Trung Hoa (中华中学), Trung học Công giáo (公教中学), và Trung học Hoàng Nãi Thường (黄乃裳中学). Một số địa điểm cộng sản sôi nổi tại Sibu là tại đường Oya và Queensway (nay là Jalan Tun Abang Haji Openg). Phong trào cũng được giới tri thức và công nhận tại Sibu ủng hộ, chẳng hạn Bác sĩ Hoàng Thuận Khai ủng hộ phong trào bằng cách cung cấp miễn phí dược phẩm. Các dân làng Kampung Tanjung Kunyit nằm trong số những người bị quấy nhiễu phải cung cấp thực phẩm và vật tư y tế cho cộng sản. Ngày 30 tháng 3 năm 1971, cộng sản phát động một phong trào chống khiêu dâm. Đến đầu năm 1973, họ phát động chiến dịch khác để phản đối tăng thuế và giá cả tăng cao trong khi tán thành tăng lương cho công nhân. Một số tình nguyện viên cộng sản bắt đầu phát tờ rơi tại các cửa hàng, trường học và bến tàu. Lực lượng cộng sản cũng bắt đầu chiến dịch quân sự nhằm vào các đồn cảnh sát và căn cứ hải quân. Các du kích cộng sản chặt đầu bất kỳ ai bị nghi là chỉ điểm cho chính phủ. Thị trấn thỉnh thoảng bị áp lệnh giới nghiêm 24 giờ.
Ngày 25 tháng 3 năm 1973, chính phủ Sarawak dưới quyền Thủ hiến Abdul Rahman Ya'kub bắt đầu kiểm soát chặt chẽ các hoạt động cộng sản tại lưu vực Rajang bắt việc lập ra "Khu vực An ninh Đặc biệt Rajang". Một ngày sau đó, Bộ tư lệnh An ninh Rajang (RASCOM) được thành lập nhờ hợp tác của các trụ sở dân sự, quân sự và cảnh sát. Đến tháng 8 năm 1973, một số thành viên cộng sản bị chính phủ bắt giữ, họ cung cấp các chi tiết rất quan trọng đối với chính phủ để làm suy yếu hơn nữa phong trào cộng sản. Ngày 22 tháng 9 năm 1973 Abdul Rahman bắt đầu "Chiến dịch Judas". Tổng cộng có 29 người từ thị trấn Sibu bị bắt giữ, trong đó có các bác sĩ, luật sư, thương nhân, giáo viên và một cựu nghị sĩ. Sau khi một phong trào cộng sản tại Sri Aman đầu hàng vào ngày 21 tháng 10 năm 1973, các hoạt động cộng sản tại lưu vực Rajang bắt đầu lắng xuống và không thể khôi phục sức mạnh như trước. Phong trào cộng sản tại Sarawak cuối cùng kết thúc vào năm 1990.

### Phát triển gần đây

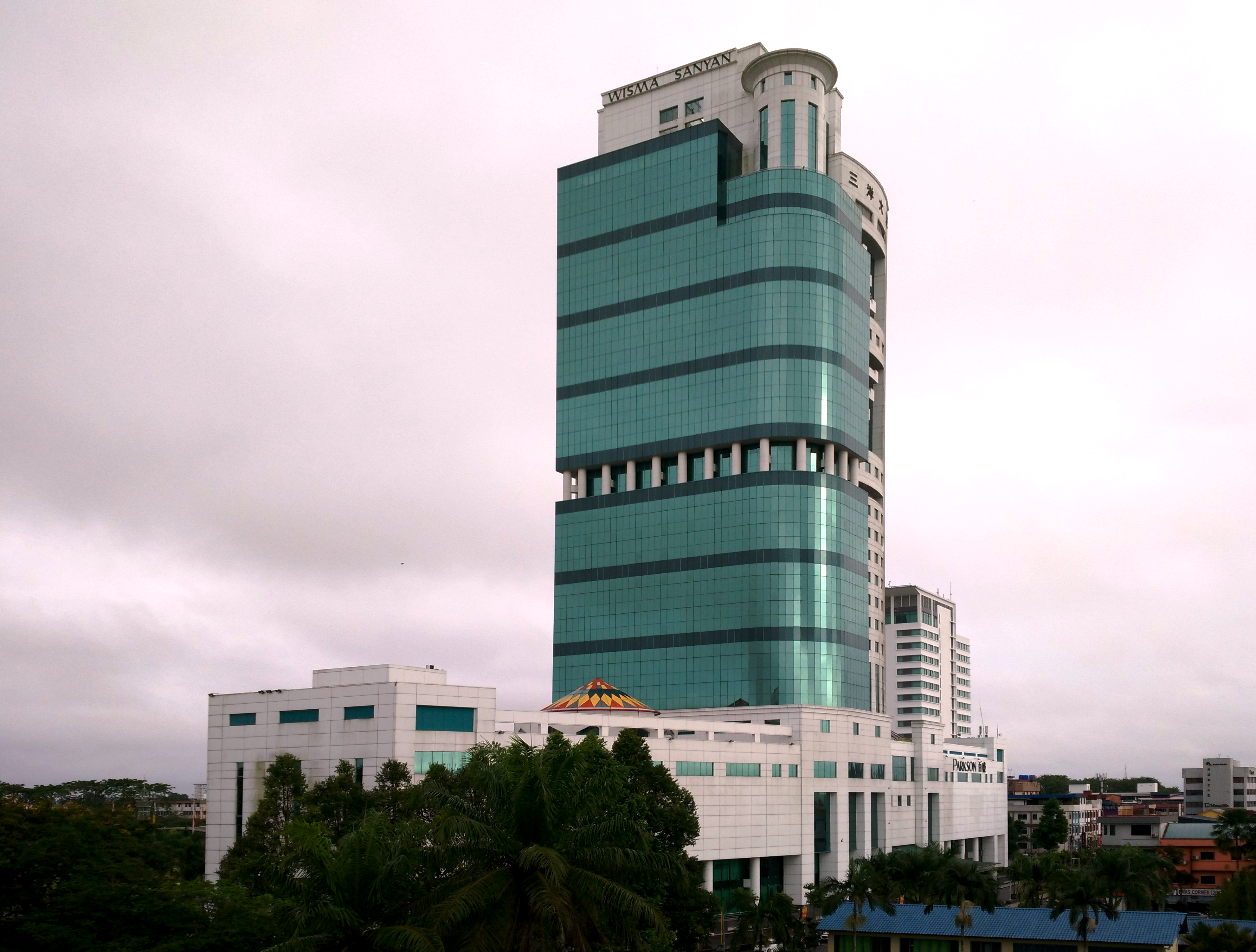
Tòa nhà Wisma Sanyan tại Sibu.

Ngày 1 tháng 11 năm 1981, hội đồng địa phương quản lý thị trấn Sibu được nâng cấp thành Hội đồng Đô thị Sibu. Khu vực hành chính của Sibu mở rộng từ 50 km² lên đến 129,5 km². Năm 1994, Sân bay Sibu và Bệnh viện Sibu được xây dựng. Năm 2001, việc xây dựng Tòa nhà Wisma Sanyan được hoàn tất. Yang di-Pertuan Agong của Malaysia là Sultan Salahuddin Abdul Aziz Shah đến thăm Sibu từ ngày 16 đến ngày 17 tháng 9 năm 2001 để kết thúc lễ kỷ niệm Malaysia độc lập kéo dài suốt một tháng tại quảng trường thị trấn.
Từ năm 1999 đến năm 2004, Hội đồng Đô thị Sibu quyết định chọn thiên nga làm một biểu tượng của Sibu để truyền cảm hứng cho nhân dân làm việc hướng đến mục tiêu trở thành một thành phố trong tương lai. Từ đó, một tượng thiên nga được dựng lên gần bến tàu Sibu và có một tượng khác nằm tại trung tâm thị trấn. Sibu cũng có biệt danh là "thành phố thiên nga", điều này bắt nguồn từ một truyền thuyết nói rằng khi nạn đói tại Sibu kết thúc có một đàn thiên nga bay trên bầu trời Sibu. Còn có một chuyện khác là người Hoa nhập cư tại Sibu gọi là Melanau tại địa phương là người "Go" do thực phẩm chủ yếu của người Melanau là "Sago". Trùng khớp là phát âm của "Go" tương tự như cách phát âm từ "thiên nga" trong tiếng Phúc Kiến. Điều này nhắc nhở các di dân người Hoa tại Sibu về "sông thiên nga" tại Phúc Châu, Trung Quốc. Do đó, họ quyết định đặt tên cho Sông Rajang là "Nga Giang (鹅江).
Năm 2006, Cầu Lanang nối Sibu đến Sarikei được khánh thành. Sibu cũng có vai trò là cửa ngõ của Hành lang Năng lượng tái tạo Sarawak (SCORE). Thị trấn Sibu và khu vực xung quanh là đối tượng của một số dự án phát triển kể từ năm 2008. Năm 2011, lễ kỷ niệm nhân dịp 110 năm khu định cư Phúc Châu được tổ chức tại Sibu. Tuy vậy, tăng trưởng dân số và phát triển kinh tế tại Sibu tương đối chậm so với hai đô thị lớn cùng bang là Miri và Bintulu.

## Chính quyền

Các đơn vị hành chính của Tỉnh Sibu.

Sibu có hai đại biểu trong Quốc hội Malaysia, được bầu từ hai đơn vị bầu cử của thị trấn là Lanang (số hiệu: P.211) và Sibu (số hiệu: P.212). Thị trấn cũng có năm đại biểu trong Nghị viện Bang Sarawak, được bầu từ năm đơn vị bầu cử là Bukit Assek, Dudong, Bawang Assan, Pelawan, và Nangka.
Hội đồng địa phương được thành lập lần đầu tiên tại Sibu vào ngày 31 tháng 1 năm 1925 trong thời kỳ chính phủ Brooke. Sau đó nó được nâng cấp thành Hội đồng Huyện Đô thị Sibu (SUDC) vào năm 1952. Sau 29 năm quản trị, SUDC được nâng cấp thành Hội đồng Đô thị Sibu (SMC) vào ngày 1 tháng 11 năm 1981. SMC cai quản thị trấn với diện tích hành chính là 129,5 km² từ bờ sông Rajang đến đường Salim phía trên. Trụ sở của SUDC và SMC được đặt trung Tòa Thị chính Sibu trong 38 năm từ năm 1962 đến năm 2000. Trụ sở SMC sau đó được chuyển đến Tòa nhà Wisma Sanyan vào năm 2001. Các khu ngoại ô của Sibu như Sibu Jaya và huyện Selangau nằm dưới quyền quản lý của Hội đồng Huyện Nông thôn Sibu (SRDC) với tổng diện tích là 6.000 km². Trụ sở của SRDC cũng được đặt trong tòa tháp Wisma Sanyan.
Tổ hợp Hồi giáo Sibu được khánh thành vào tháng 9 năm 2014. Tại đó có Dinh Công sứ Sibu, Văn phòng Huyện Sibu, Văn phòng Ngân khố Bang, Phòng Phúc lợi Y tế, và Cơ quan Tôn giáo Hồi giáo Bang (JAIS).
Tính đến năm 2015, Sibu kết nghĩa với mười lăm địa phương tại Trung Quốc:
| - Bạc Châu, An Huy - Phúc Thanh, Phúc Châu, Phúc Kiến - Phúc Châu, Phúc Kiến - Quảng Ninh, Triệu Khánh, Quảng Đông | - Cổ Lâu, Phúc Châu, Phúc Kiến - Cổ Điền, Phúc Kiến - Kim Đường, Thành Đô, Tứ Xuyên - Mân Thanh, Phúc Châu, Phúc Kiến | - Nam Bình, Phúc Kiến - Ninh Đức, Phúc Kiến - Bình Nam, Ninh Đức, Phúc Kiến - Phủ Điền, Phúc Kiến | - Bộc Dương, Bộc Dương, Hà Nam - Thanh Hà, Hình Đài, Hà Bắc - Vũ Di Sơn, Nam Bình, Phúc Kiến |

## Địa lý
Thị trấn Sibu nằm gần đồng bằng châu thổ Rajang, tại nơi hợp lưu của các sông Rajang và Igan. Rừng đầm lầy than bùn và đồng bằng phù sa đặc biệt phổ biến trong Tỉnh Sibu. Thị trấn Sibu nằm trên nền đất than bùn sâu, điều này gây ra các vấn đề trong phát triển hạ tầng do các tòa nhà và đường sá sẽ lún chậm sau khi hoàn thành xây dựng. Do địa điểm Sibu tại vùng đầm lầy than bùn thấp nên phải chịu lụt thường xuyên khoảng một đến ba lần mỗi năm. Do đó, dự án Giảm thiểu Lũ lụt Sibu được khởi đầu để giảm bớt diện tích bị lụt. Điểm cao nhất tại Sibu là một đỉnh trong Công viên Kỷ niệm Bukit Aup với độ cao 59 m trên mực nước biển.
Sibu có khí hậu rừng mưa nhiệt đới theo phân loại khí hậu Köppen. Thị trấn Sibu có nhiệt độ trung bình cao là 30–33 °C (86–91 °F) và nhiệt độ trung bình thấp là 22,5–23 °C (72,5–73,4 °F). Lượng mưa hàng năm đạt khoảng 3.200 milimét (130 in), với độ ẩm tương đối từ 80 đến 87%. Sibu có từ 4 đến 5 giờ nắng mỗi ngày có giá trị trung bình ngày về bức xạ Mặt Trời toàn cầu là 15,2 MJ/m². Mây bao phủ Sibu ít đi trong các tháng 6 và 7 song tăng lên từ tháng 11 đến tháng 2.
| Dữ liệu khí hậu của Sibu (1971–2000) | Dữ liệu khí hậu của Sibu (1971–2000) | Dữ liệu khí hậu của Sibu (1971–2000) | Dữ liệu khí hậu của Sibu (1971–2000) | Dữ liệu khí hậu của Sibu (1971–2000) | Dữ liệu khí hậu của Sibu (1971–2000) | Dữ liệu khí hậu của Sibu (1971–2000) | Dữ liệu khí hậu của Sibu (1971–2000) | Dữ liệu khí hậu của Sibu (1971–2000) | Dữ liệu khí hậu của Sibu (1971–2000) | Dữ liệu khí hậu của Sibu (1971–2000) | Dữ liệu khí hậu của Sibu (1971–2000) | Dữ liệu khí hậu của Sibu (1971–2000) | Dữ liệu khí hậu của Sibu (1971–2000) |
| Tháng                                | 1                                    | 2                                    | 3                                    | 4                                    | 5                                    | 6                                    | 7                                    | 8                                    | 9                                    | 10                                   | 11                                   | 12                                   | Năm                                  |
| ------------------------------------ | ------------------------------------ | ------------------------------------ | ------------------------------------ | ------------------------------------ | ------------------------------------ | ------------------------------------ | ------------------------------------ | ------------------------------------ | ------------------------------------ | ------------------------------------ | ------------------------------------ | ------------------------------------ | ------------------------------------ |
| Trung bình ngày tối đa °C (°F)       | 30.6 (87.1)                          | 31.2 (88.2)                          | 32 (90)                              | 32.8 (91.0)                          | 33 (91)                              | 32.8 (91.0)                          | 32.7 (90.9)                          | 32.6 (90.7)                          | 32.2 (90.0)                          | 32.1 (89.8)                          | 31.9 (89.4)                          | 30.3 (86.5)                          | 32 (90)                              |
| Tối thiểu trung bình ngày °C (°F)    | 22.6 (72.7)                          | 22.7 (72.9)                          | 22.8 (73.0)                          | 23 (73)                              | 23.1 (73.6)                          | 22.9 (73.2)                          | 22.5 (72.5)                          | 22.6 (72.7)                          | 22.7 (72.9)                          | 22.7 (72.9)                          | 22.7 (72.9)                          | 22.8 (73.0)                          | 22.8 (73.0)                          |
| Lượng mưa trung bình mm (inches)     | 368.3 (14.50)                        | 257.6 (10.14)                        | 301.2 (11.86)                        | 287.2 (11.31)                        | 227.6 (8.96)                         | 193 (7.6)                            | 168.2 (6.62)                         | 217.6 (8.57)                         | 277.5 (10.93)                        | 275.6 (10.85)                        | 294.7 (11.60)                        | 360.4 (14.19)                        | 3.228,9 (127.12)                     |
| Số ngày mưa trung bình (≥ 1.0 mm)    | 19                                   | 15                                   | 17                                   | 16                                   | 15                                   | 12                                   | 12                                   | 14                                   | 16                                   | 18                                   | 19                                   | 20                                   | 193                                  |
| Số giờ nắng trung bình tháng         | 129.4                                | 133.1                                | 151.4                                | 175.4                                | 193.2                                | 189.9                                | 197.3                                | 180.9                                | 151.2                                | 165.9                                | 162.7                                | 147.5                                | 1.977,9                              |
| Nguồn 1: Tổ chức Khí tượng Thế giới  |                                      |                                      |                                      |                                      |                                      |                                      |                                      |                                      |                                      |                                      |                                      |                                      |                                      |
| Nguồn 2: NOAA (sun, 1971–1990)       |                                      |                                      |                                      |                                      |                                      |                                      |                                      |                                      |                                      |                                      |                                      |                                      |                                      |

## Nhân khẩu

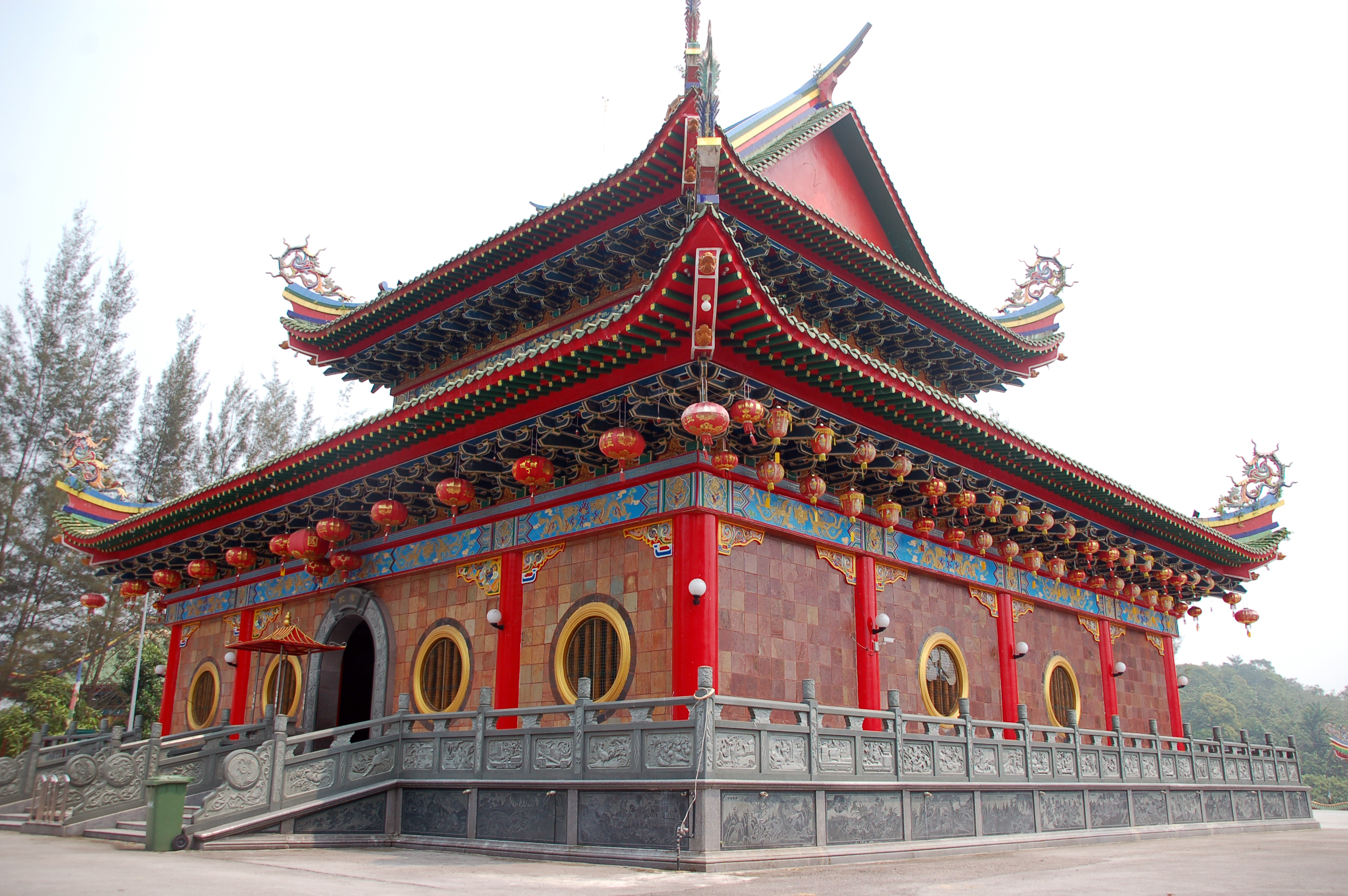
Chùa Ngọc Long Sơn Thiên Ân 玉龍山天恩寺

Biến động dân số Sibu từ năm 1947 được thể hiện dưới đây:
| Năm         | 1947          | 1960       | 1970       | 1980           | 1991            | 2000        | 2010       |
| Tổng dân số | 9.983[91][92] | 29.630[91] | 49.298[93] | 85.231[92][94] | 133.479[94][95] | 166,322[94] | 162.676[6] |
Theo điều tra nhân khẩu Malaysia năm 2010, thị trấn Sibu (không kể khu vực ngoại ô) có tổng dân số là 162.676. Người Hoa (62,1%, 101.019) là cộng đồng dân tộc đông đảo nhất trong thị trấn, tiếp đến là các dân tộc bản địa (35,01%, 56.949), người ngoại quốc (1,99%, 3.236), và người Ấn Độ (0,37%, 598). Trong số các bộ lạc bản địa, có người Iban (26.777), người Mã Lai (16.646), Melanau (10.028), Bidayuh (1.337), và các nhóm khác (874). Đa số người ngoại quốc là các công nhân người Indonesia làm việc trong các nhà máy ván ép và máy cưa. Ngoài ra còn có một số công nhân bất hợp pháp làm công việc cạo mủ cao su. Một số ngoại kiều người Trung Quốc và Indonesia cũng làm việc trong các cửa hiệu xoa bóp.
Do đa số cư dân thị trấn là người Phúc Châu và Mân Nam, nên tiếng Phổ thông Trung Quốc, tiếng Phúc Châu và tiếng Mân Nam được nói phổ biến. Đa số người Hoa Sibu nói được nhiều ngôn ngữ và có thể nói cả tiếng Mã Lai và tiếng Anh. Các ngôn ngữ địa phương như tiếng Mã Lai Sarawak, tiếng Melanau, tiến Bidayuh và tiếng Iban cũng được sử dụng.
Đa số người Hoa tại Sibu là tín đồ Cơ Đốc giáo trong khi những người Hoa còn lại tin theo Phật giáo, Đạo giáo và Khổng giáo. Một số người Iban tại Sibu là tín đồ Cơ Đốc giáo. Người Mã Lai và người Melanau là các tín đồ Hồi giáo. Các nhóm tôn giáo tương ứng được tự do tổ chức diễu hành trong thị trấn. Một số công trình tôn giáo nổi bật trong thị trấn là Nhà thờ Lớn Sacred Heart, Nhà thờ Giám Lý Masland, Miếu Đại Bá Công, và Thánh đường An-Nur. Chùa Ngọc Long Sơn Thiên Ân (玉龙山天恩寺) nằm trên đường KM26 Sibu-Bintulu, là nơi thờ phụng tam giáo Phật-Đạo-Nho, là một chùa lớn tại Đông Nam Á.

## Kinh tế

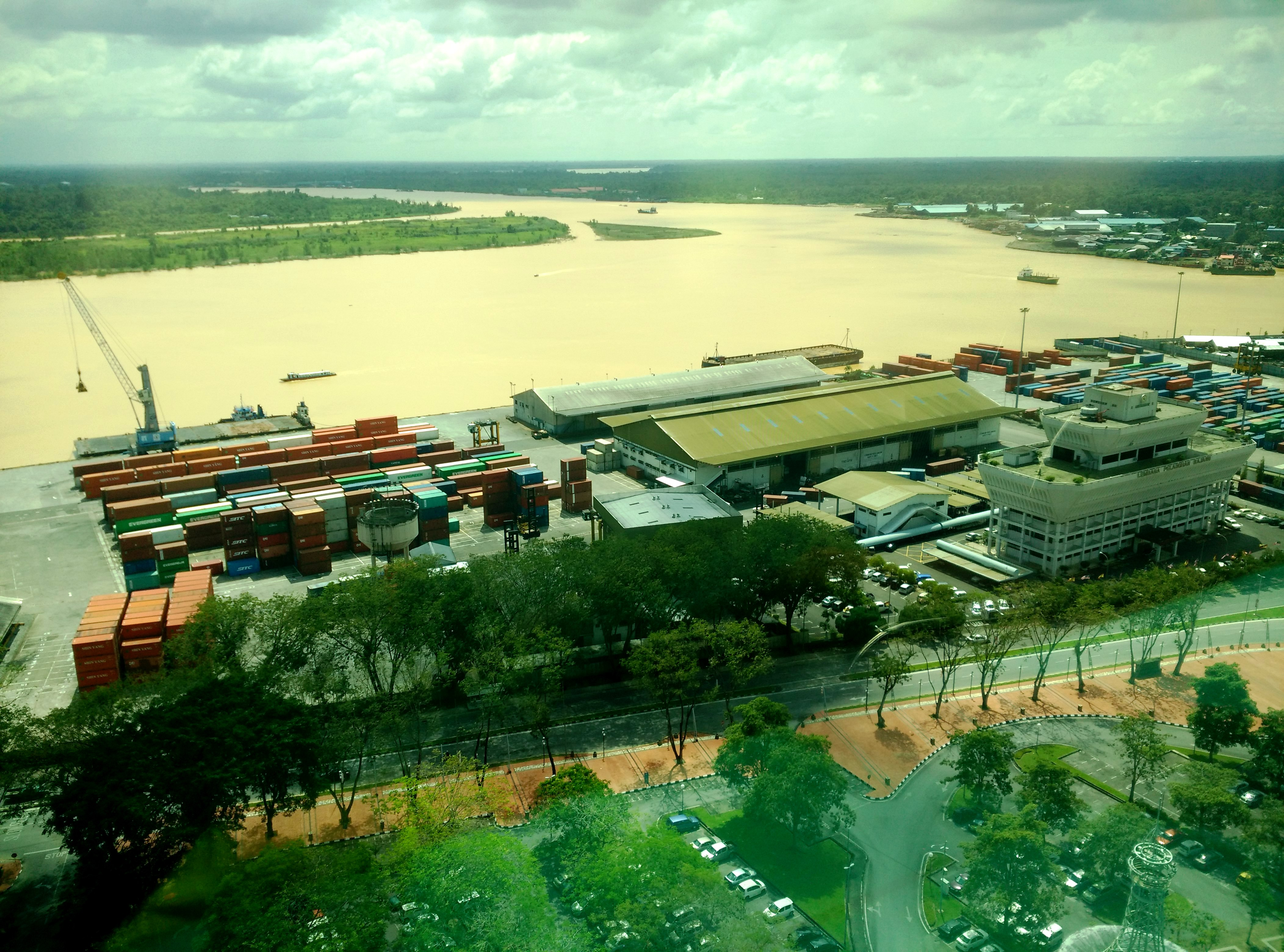
Cảng vụ Rajang và hạ tầng cảng.

Trong thời gian đầu, người Hoa Phúc Châu định cư tại Sibu nỗ lực biến thị trấn thành một trung tâm trồng lúa. Tuy nhiên, tầm nhìn này không trở thành hiện thực do đất không phù hợp để trồng lúa. Vào tháng 8 năm 1909, Charles Brooke chấp thuận cấp quyền sở hữu đất cho các nông dân người Hoa tại Sibu và khuyến khích họ trồng các đồn điền cao su. Giá cao su tăng lên từ năm 1909 đến năm 1911 đã khuyến khích thêm 2.000 di dân Phúc Châu đến Sibu. Nhu cầu cao su lại gia tăng trong Chiến tranh Triều Tiên (1950-1953) và có lợi cho các đồn điền cao su tại Sibu. Các nông dân địa phương sau đó sử dụng lợi nhuận từ các đồn điền cao su để mở cửa hàng tại các chợ Sungai Merah và Durin và tham gia vào ngành khai thác gỗ có lợi nhuận cao hơn. Trong Nổi dậy cộng sản Sarawak trong thập niên 1970, các nông dân nông thôn đã bỏ các đồn điền cao su của mình do thiết quân luật của chính phủ cấp bang nhằm ngăn cấm họ giúp đỡ những người cộng sản hoạt động trong rừng rậm.
Ngành khai thác gỗ tại Sibu thịnh vượng trong thập niên 1940 và 1950 và tầm quan trọng kinh tế của nó vượt qua các đồn điền cao su trong thập niên 1960. Một số tập đoàn gỗ toàn cầu như Rimbunan Hijau Group, Ta Ann Holdings Berhad, Sanyan Group, WTK, The Sarawak Company, và Asia Plywood Company đặt trụ sở của mình tại Sibu. Chế biến và xuất khẩu gỗ trở thành động lực kinh tế chính tại Sibu. Ngành gỗ tại Sibu phát triển nhờ các khoản vay từ các ngân hàng người Hoa đầu tiên tại Sibu như Wah Tat Bank (1929), Hock Hua Bank (1952), và Kong Ming Bank (1965). Sau khi chính phủ liên bang Malaysia đưa ra "Đạo luật các tổ chức ngân hàng và tài chính 1989" (BAFIA), Kong Ming Bank rơi vào tay EON Bank trong năm 1992, tiếp đến là hợp nhất Wah Tat Bank với Hong Leong Bank và hợp nhất Hock Hua Bank với Public Bank Berhad trong năm 2000. Năm 1958, HSBC bắt đầu hoạt động ngân hàng tại Kuching, đến Sibu vào năm 1959. Ngân hàng này chịu trách nhiệm hỗ trợ một số tập đoàn gỗ tại Sibu như WTK và Ta Ann Holdings Berhad. Trong tháng 11 năm 2013, HSBC quyết định đóng cửa toàn bộ lĩnh vực ngân hàng thương mại của họ tại Sarawak sau khi ngân hàng này bị cáo buộc hỗ trợ các hoạt động khai thác gỗ không bền vững tại Sarawak.
Ngành đóng tàu tại Sibu bắt đầu trong thập niên 1930 nhằm cung cấp tàu gỗ qua lại trên sông và ven biển. Ngành này hưng thịnh trong thập niên 1970 và 1980 cùng với gia tăng xuất khẩu gỗ nhiệt đới từ Sarawak. Sau đó ngành này chuyển trọng tâm sang đóng tàu sắt. Một số loại tàu có nhu cầu là tàu kéo để lai dắt gỗ, xà lan để chở gỗ, tàu thả neo, tàu dịch vụ xa bờ (OSV), phà, và tàu cao tốc để chở khách. Hầu hết các tàu có kích cỡ nhỏ và vừa. Tổng cộng có 40 xưởng đóng tàu tại Sibu. Đa số công nhân là các thợ hàn. Năm 2003, 17 xưởng đóng tàu chuyển đến Khu công nghiệp Đóng tàu Tích hợp Rantau Panjang tại Sibu. Các tàu đóng tại Sibu thường được xuất khẩu đến bang Sabah láng giềng, Malaysia Bán đảo, Singapore, Indonesia và Các Tiểu vương quốc Ả Rập Thống nhất. Trong năm 1991, ngành đóng tàu tại Sibu kiếm được tổng cộng 50 triệu USD. Năm 2011, Sibu xuất khẩu tàu với tổng giá trị 525 triệu ringgit. Sibu cũng là thành thị duy nhất tại Sarawak có một nhà máy lắp ráp ô tô. Nhà máy này do N.B. Heavy Industries Sdn. Bhd. điều hành và lắp ráp các xe thương mại Ankai, BeiBen, Golden Dragon, Huanghai Bus và JAC kể từ năm 2010. Sibu có hai khu công nghiệp: Khu công nghiệp Upper Lanang (công nghiệp nhẹ hỗn hợp) và Khu công nghiệp Đóng tàu Rantau Panjang.
Sibu có hai cảng sông là cảng Sibu và cảng Sungai Merah, lần lượt nằm cách cửa sông Rajang 113 km và 116 km. Cảng Sibu có trọng tải đăng ký toàn phần (GRT) tối đa là 10.000 tấn còn cảng Sungai Merah có GRT tối đa là 2.500 tấn. Cảng Sibu chủ yếu được sử dụng để xử lý lâm sản và nông sản còn cảng Sungai Merah chủ yếu được sử dụng để xử lý dầu nhiên liệu. Cảng vụ Rajang (RPA) nằm tại trung tâm điều hành cảng Sibu. RPA có tổng doanh thu 30,1 triệu ringgit trong năm tài chính 2012.

## Giao thông
Đường bộ tại Sibu nằm dưới thẩm quyền của Hội đồng Đô thị Sibu (SMC). Một số đường nổi tiếng tại Sibu là Brooke Drive, Archer Street, và Wong Nai Siong Street. Vòng xoay Kwong Ann nằm gần Brooke Drive tại trung tâm thị trấn trong khi vòng xoay Bukit Lima nằm gần Wong King Huo Street tại khu vực phố trên. Sibu cũng liên kết với các thành thị lớn khác tại Sarawak như Kuching thông qua Xa lộ Liên Borneo. Vào đầu năm 2011, Xa lộ Sibu-Tanjung Manis được khánh thành. Trong tháng 4 năm 2006, Cầu Lanang liên kết Sibu tới Sarikei và Bintangor qua Sông Rajang được khánh thành. Cầu Durin miễn phí được khánh thành trong tháng 10 năm 2006 liên kết Sibu tới các địa phương khác như Julau.
Thị trấn Sibu có hai bến xe khách, bến xe khách địa phương nằm trên bờ sông gần bến tàu Sibu, bến xe khách đường dài nằm trên Phố Pahlawan, gần khu vực Sungai Antu. Trung tâm Thương mại Jaya Li Hua và Khách sạn Medan nằm gần bến xe khách đường dài. Bến xe khách địa phương phục vụ khu vực đô thị, Sân bay Sibu, Sibu Jaya, Kanowit, và Sarikei. Lanang Bus phục vụ liên kết giữa bến xe khách địa phương và bến xe khách đường dài còn các xe buýt Panduan Hemat phục vụ Sân bay Sibu và thị trấn vệ tinh Sibu Jaya. Mặt khách, bến xe khách đường dài phục vụ Kuching, Bintulu, và Miri thông qua Xa lộ Liên Borneo. Một số xe phục vụ tại bến xe khách đường dài là Biaramas, Suria Bus, và Borneo Highway Express. Taxi tại Sibu hoạt động 24 giờ trong ngày. Taxi xuất hiện tại sân bay, các khách sạn lớn, đỗ bên bến tàu, và tại Phố Lintang. Dịch vụ Taxi cũng phục vụ đi lại đến các khu vực lân cận như Mukah, Bawang Assan, Sarikei, và Bintangor. Xe cho thuê Kong Teck hiện diện tại sân bay.

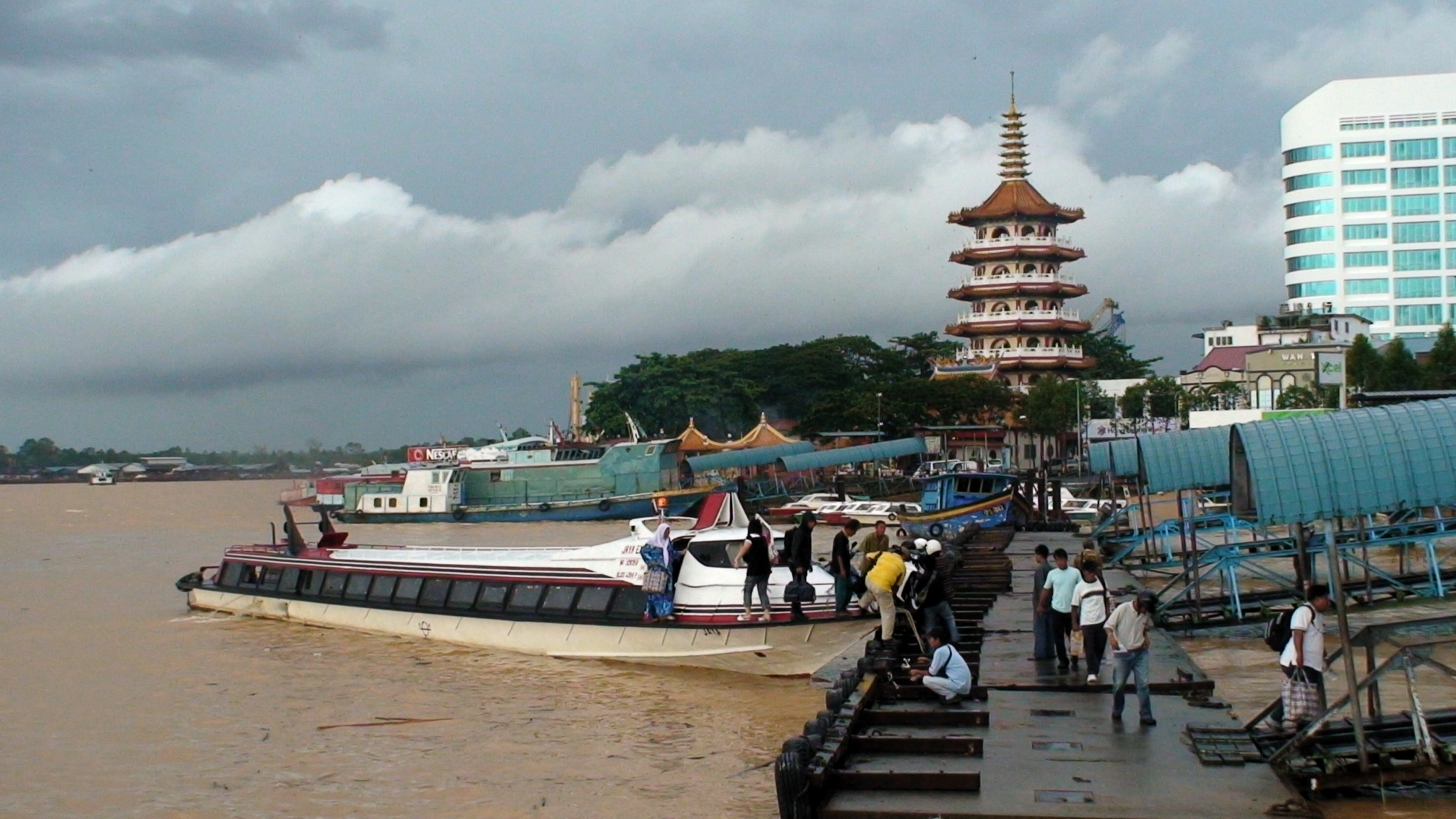
Quang cảnh bến tàu Sibu.

Bến tàu Sibu nằm trên Phố Kho Peng Long gần bờ Sông Rajang. Nó cung cấp một phương tiện giao thông thay thế cho cư dân sống dọc Sông Rajang. Một số điểm đến có thể tiếp cận bằng tàu cao tốc tốc từ Sibu là Belaga, Dalat, Daro, Kapit, Kanowit, Kuching, Sarikei, và Song. Chợ nổi Sibu hình thành từ một số tàu lớn, có thể trông thấy từ bến tàu. Các tàu chịu trách nhiệm vận chuyển hàng tạp phẩm cho các cộng đồng nông thôn sống dọc sông và không thể tiếp cận bằng đường bộ. Từng có một tàu du ngoạn hoạt động dọc Sông Rajang từ Sibu đến Khu nghỉ dưỡng Pelagus Rapids song nó kết thúc hoạt động vào năm 2012 do khó khăn trong hậu cần và vận hành.
Sân bay Sibu được xây dựng vào năm 1994, nằm cách thị trấn Sibu 25 km và cách thị trấn vệ tinh Sibu Jaya 1 km. Năm 2008, sân bay có 831.772 hành khách thông qua với trên 14.672 chuyến bay và 735 tấn hàng hóa. Trong tháng 4 năm 2010, chính phủ liên bang Malaysia cấp 130 triệu ringgit cho sân bay để nâng cấp nhà ga. Nhà ga của Sân bay Sibu là nhà ga lớn thứ nhì tại Sarawak sau Sân bay quốc tế Kuching. Sân bay có đường băng dài 2,75 km và nó phục vụ Malaysia Airlines, Air Asia, và MASWings với các chuyến bay thẳng tới tất cả các đô thị lớn tại Sarawak, như Miri, Bintulu, Kuching, cùng Kota Kinabalu, Kuala Lumpur, và Johor Bahru.

## Hạ tầng khác

### Pháp luật

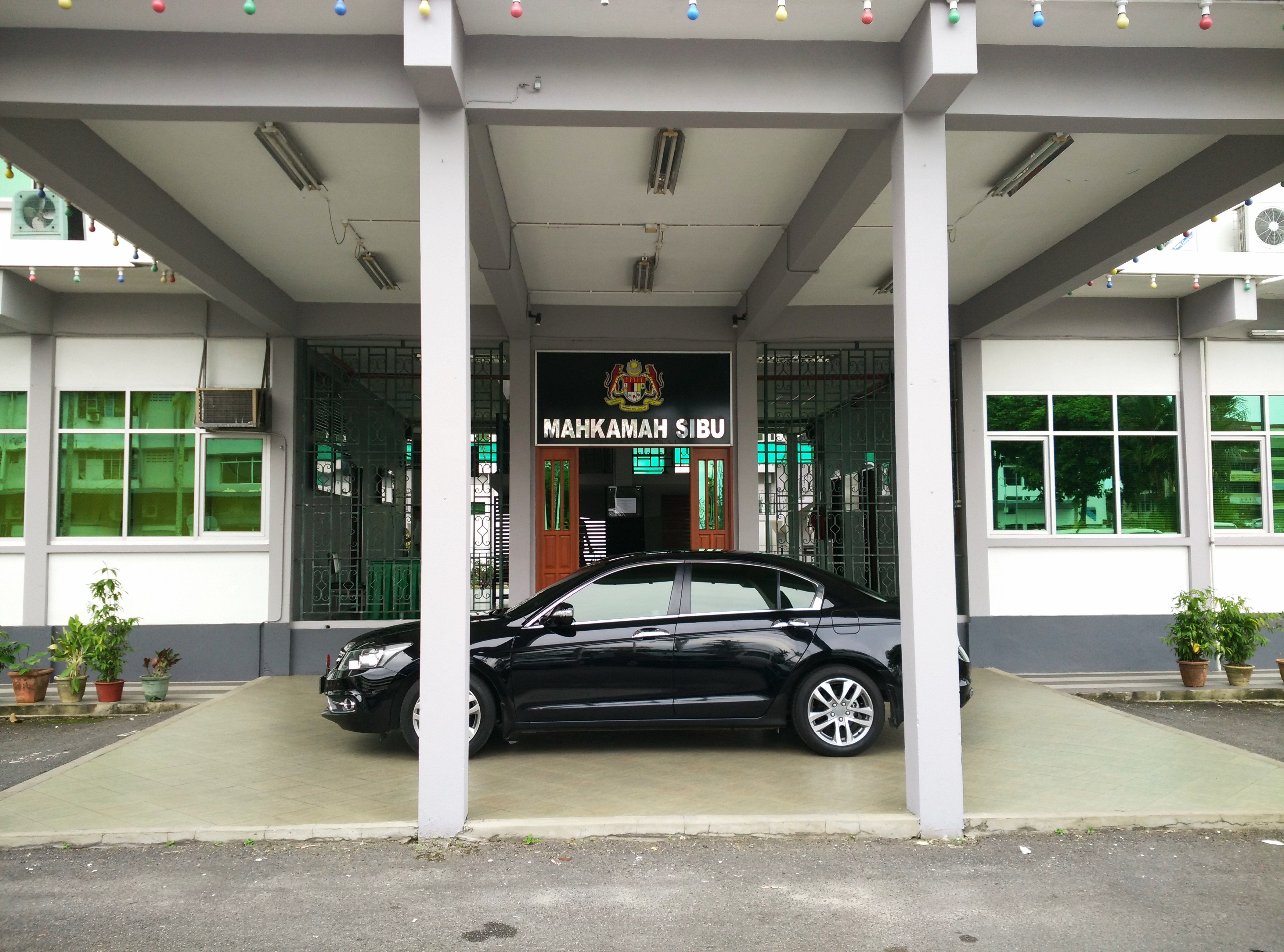
Tổ hợp tòa án Sibu

Tổ hợp tòa án nằm trên Phố Tun Abang Haji Openg, Sibu, gồm có tòa án thượng tố, tòa án tiểu hình, và tòa án sơ thẩm. Thị trấn Sibu cũng có một tòa án Syariah nằm trên Phố Kampung Nyabor với phạm vi quyền hạn tại các huyện Sibu, Kanowit và Selangau. Trụ sở cảnh sát huyện nằm trên Phố Tun Abang Haji Openg. Đồn cảnh sát trung tâm Sibu nằm trên Phố Kampung Nyabor. Đồn cảnh sát Sungai Merah và đồn cảnh sát Lanang cũng nằm trong khu vực thị trấn Sibu. Sibu cũng có một nhà tù.
Tiong King Sing là một đại biểu quốc hội Malaysia đại diện cho Bintulu, ông từng lên tiếng quan ngại về xã hội đen tại Sarawak, đặc biệt là thịt trấn Sibu trong năm 2007. Do đó, "Chiến dịch Cantas Kenyalang" được bắt đầu vào năm 2008 để tăng cường kiểm soát xã hội đen tại Sarawak. Trong tháng 9 năm 2013, cảnh sát trưởng Sibu tuyên bố rằng các băng đảng "Lee Long", "Sungai Merah", và "Tua Chak Lee" không còn tồn tại và thị trấn Sibu không còn có xã hội đen có tổ chức. Có 25 nhóm lưu manh tại Sibu vào năm 2007; giảm xuống còn 7 nhóm vào ngày 9 tháng 10 năm 2013. Trong tháng 9 năm 2014, trụ sở Cảnh sát Hoàng gia Malaysia tại Bukit Aman, Kuala Lumpur, phát biểu rằng 16 nhóm lưu manh địa phương vẫn hoạt động tại Sarawak đặc biệt là tại Sibu song chúng không gây ra bất kỳ mối đe dọa an ninh nghiêm trọng nào.

### Y tế

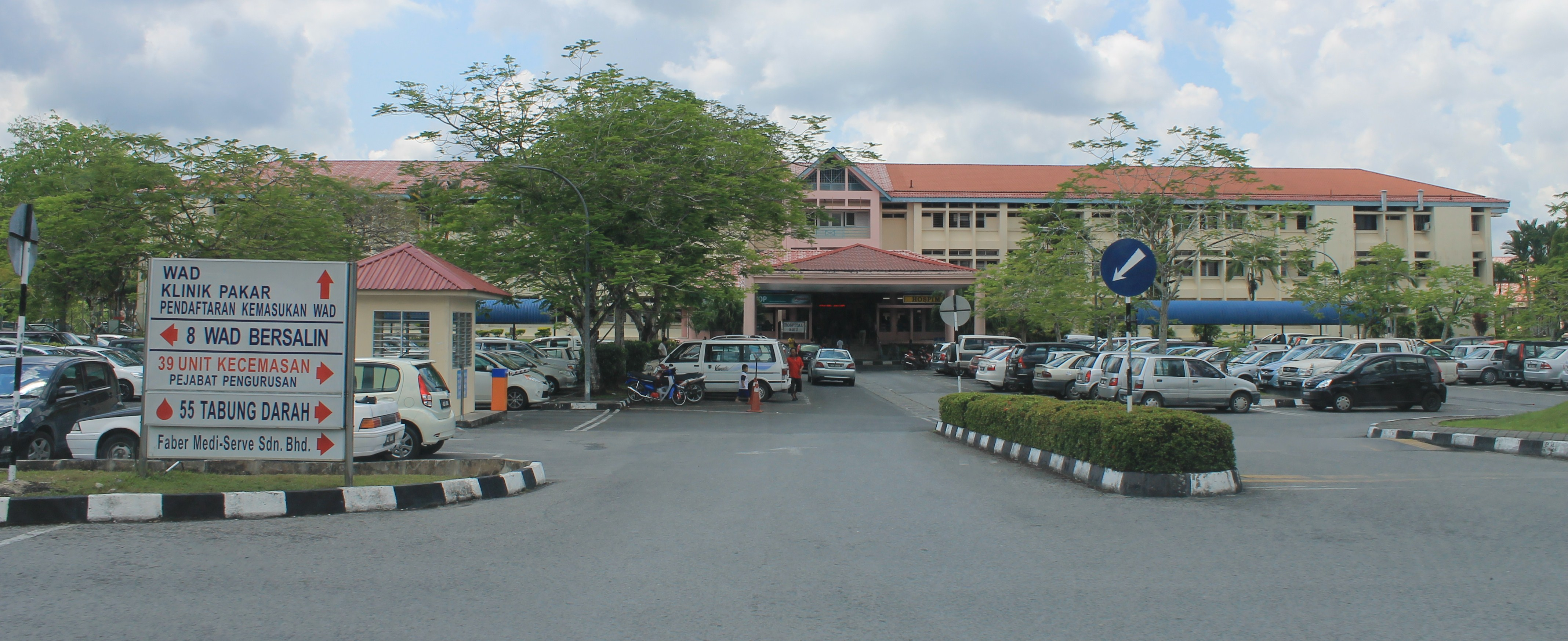
Bệnh viện Sibu.

Bệnh viện Sibu là bệnh viện lớn thứ nhì tại Sarawak và bệnh viện chuyển tuyến thứ cấp cho khu vực trung bộ của Sarawak gồm 5 tỉnh: Sibu, Kapit, Mukah, Sarikei, và Betong. Trong năm tỉnh này có 8 bệnh viện huyện chuyển tuyến đến Sibu. Bệnh viện Sibu cũng là một bệnh viện giảng dạy dành cho sinh viên của Đại học Malaysia Sarawak (UNIMAS). Ngoài ra còn có hai trung tâm y tế tư nhân tại Sibu: Trung tâm Y tế Chuyên khoa KPJ Sibu và Trung tâm Y tế Rejang.
Các phòng khám đa khoa Lanang và Oya nằm tại Sibu. Còn có năm phòng khám theo chương trình 1Malaysia tại Sibu. Phòng khám Bandong 1Malaysia trở thành phòng khám 1Malaysia đầu tiên trên toàn quốc cung cấp sàng lọc siêu âm tim.
Ngoài ra cũng có một số cửa hàng đại lý dược phẩm tại Sibu: B Y Chan pharmacy, Central Pharmacy, Lot 9 Pharmacy gần Delta Mall  và Cosway Pharmacy.

### Giáo dục

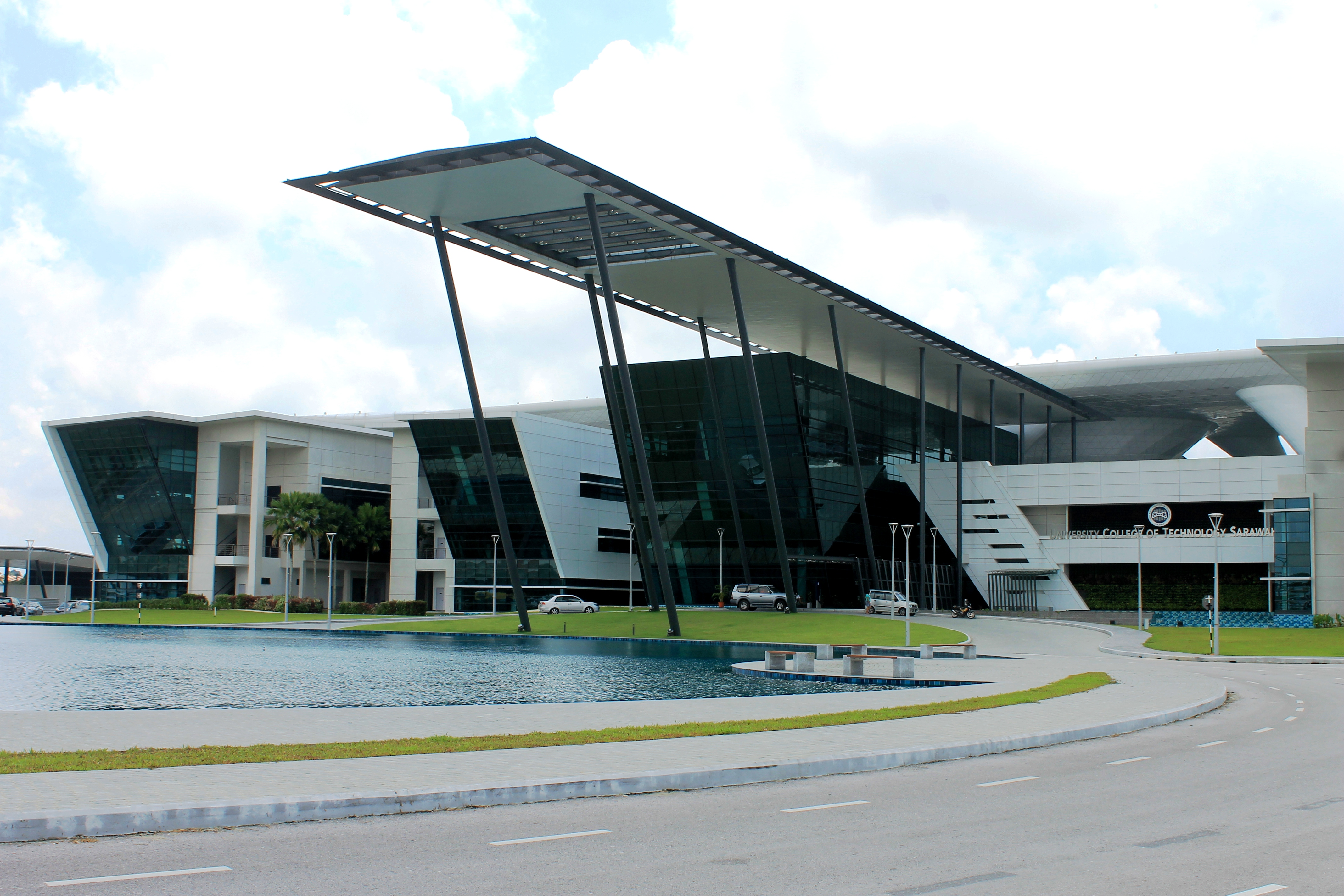
Đại học Công nghệ Sarawak (UCTS).

Sibu có khoảng 85 trường tiểu học và 23 trường trung học. Các trường tiểu học và trung học của Sibu nằm trong hệ thống giáo dục quốc dân và do Văn phòng Giáo dục Huyện Sibu tại Brooke Drive, Sibu quản lý. Trường học cổ nhất tại Sibu là Trường Trung học Sacred Heart được thành lập vào năm 1902. Trường Giám Lý Anh-Hoa được thành lập vào năm 1903, về sau phát triển thành các trường tiểu học và trung học Giám Lý vào năm 1947. Trường tiểu học Uk Daik được xây dựng vào năm 1926, là một trong các trường tiểu học Hoa ngữ cổ nhất tại Sibu. Sibu còn có năm trường độc lập Hoa ngữ. Đáng chú ý nhất là Trường Trung học Công giáo (1961) và Trung học Hoàng Nãi Thường (1967). Toàn bộ các trường độc lập Hoa ngữ tại Sibu nằm trong phạm vi của Liên hội Trường Trung học Hoa văn độc lập tỉnh Sibu. Năm 2013, Trường Quốc tế Woodlands được khai trương tại Sibu, cung cấp các khóa học Khảo thí Cambridge Quốc tế (CIE).
Năm 1997, United College Sarawak (UCS) được thành lập tại Sibu, địa chỉ trên Phố Teku. Nó được đổi tên thành Kolej Laila Taib (KLT) vào năm 2010. Trường này cung cấp các khóa học kinh doanh, kế toán, kỹ thuật xây dựng dân dụng, kiến trúc sư, kỹ thuật điện và điện tử, khảo sát số lượng. University College of Technology Sarawak (UCTS) nằm đối diện KLT, tuyển khóa sinh viên đầu tiên vào tháng 9 năm 2013. Đại học này cung cấp nguồn nhân lực cho phát triển Hành lang Năng lượng tái tạo Sarawak (SCORE). Năm 1967, Trường Trung học Pilley Memorial được thành lập tại Sibu. Đến tháng 4 năm 1991, trường này được nâng cấp thành Viện Pilley Giám Lý (MPI) và bắt đầu cung cấp các khóa học kế toán, quản trị kinh doanh, và khoa học máy tính.
Sarawak Maritime Academy do Shin Yang Group of Companies thành lập, cung cấp các khóa học văn bằng hàng hải. Sacred Heart College bắt đầu cung cấp khóa học văn bằng quản trị khách sạn vào năm 2010. Rimbunan Hijau (RH) Academy được thành lập vào năm 2005 và bắt đầu cung cấp đào tạo về ô tô, đồn điền cọ dầu, khách sạn, và quản trị kinh doanh vào năm 2007. Sibu Nursing College và ITA college cung cấp các chương trình liên quan đến điều dưỡng. Năm 1954, Trường Thần học Giám Lý được thành lập tại Sibu, trường này liên kết với Giáo hội Giám lý Malaysia và được thừa nhận bởi Hiệp hội Giáo dục Thần học tại Đông Nam Á (ATESEA).
Các trung tâm học tập từ xa (Pendidikan Jarak Jauh, PJJ) tại Sibu do Đại học Utara Malaysia (UUM) mở tại Lanang và do Đại học Putra Malaysia (UPM) mở tại Sibu Jaya. Đại học Malaysia Sarawak (UNIMAS) khánh thành Trung tâm Dịch vụ Thông tin Hàn lâm (CAIS) - Hạ tầng Học tập Tích hợp (ILF) tại Sibu dành cho các sinh viên y khoa trải qua đào tạo tại Bệnh viện Sibu. Đại học Mở Malaysia (OUM) cũng điều hành Trung tâm Học tập Sibu.

### Thư viện
Thư viện công cộng đầu tiên tại Sibu khởi đầu với tên gọi Thư viện Truyền giáo Giám Lý trong thập niên 1950. Hội đồng Huyện Đô thị Sibu (SUDC) tiếp quản vào năm 1955. Nó chuyển đến địa điểm hiện tại trên đường Keranji vào năm 1986 với tên thư viện công cộng SMC. Thư viện trải qua một đợt nâng cấp lớn vào năm 2014. Một thư viện công cộng khác bang tên "Trung tâm Văn hóa Lâm Tử Minh" (林子明文化館) được cộng đồng người Hoa địa phương thành lập dưới quyền quản lý của Tổng thương hội Trung Hoa Sibu (SCCCI, 詩巫中華總商會) vào năm 1980. Trung tâm có các bộ sưu tập sách tiếng Trung. Một thư viện khác mang tên thư viện công cộng Sibu Jaya nằm tại thị trấn vệ tinh Sibu Jaya.

## Văn hóa

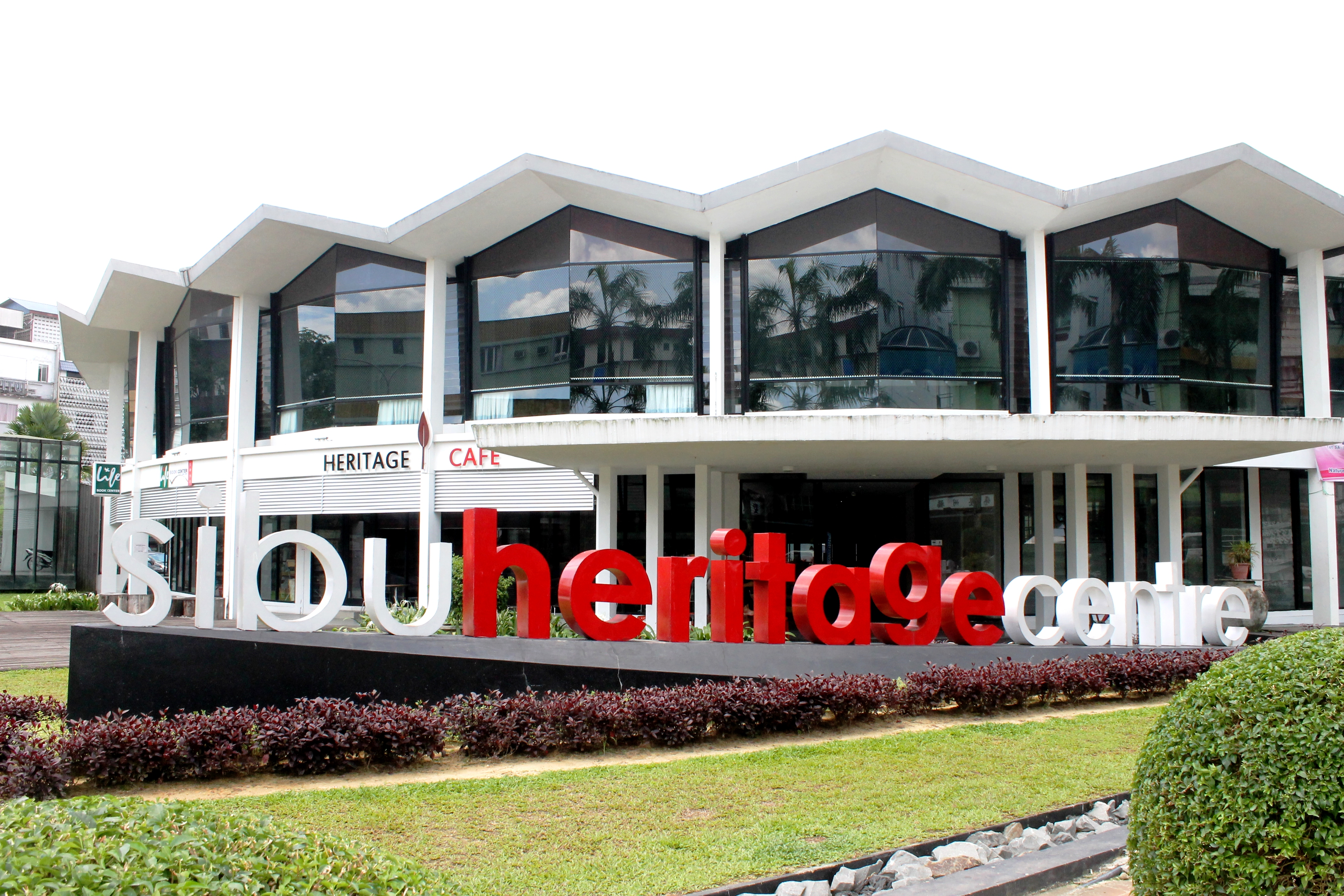
Trung tâm Di sản Sibu

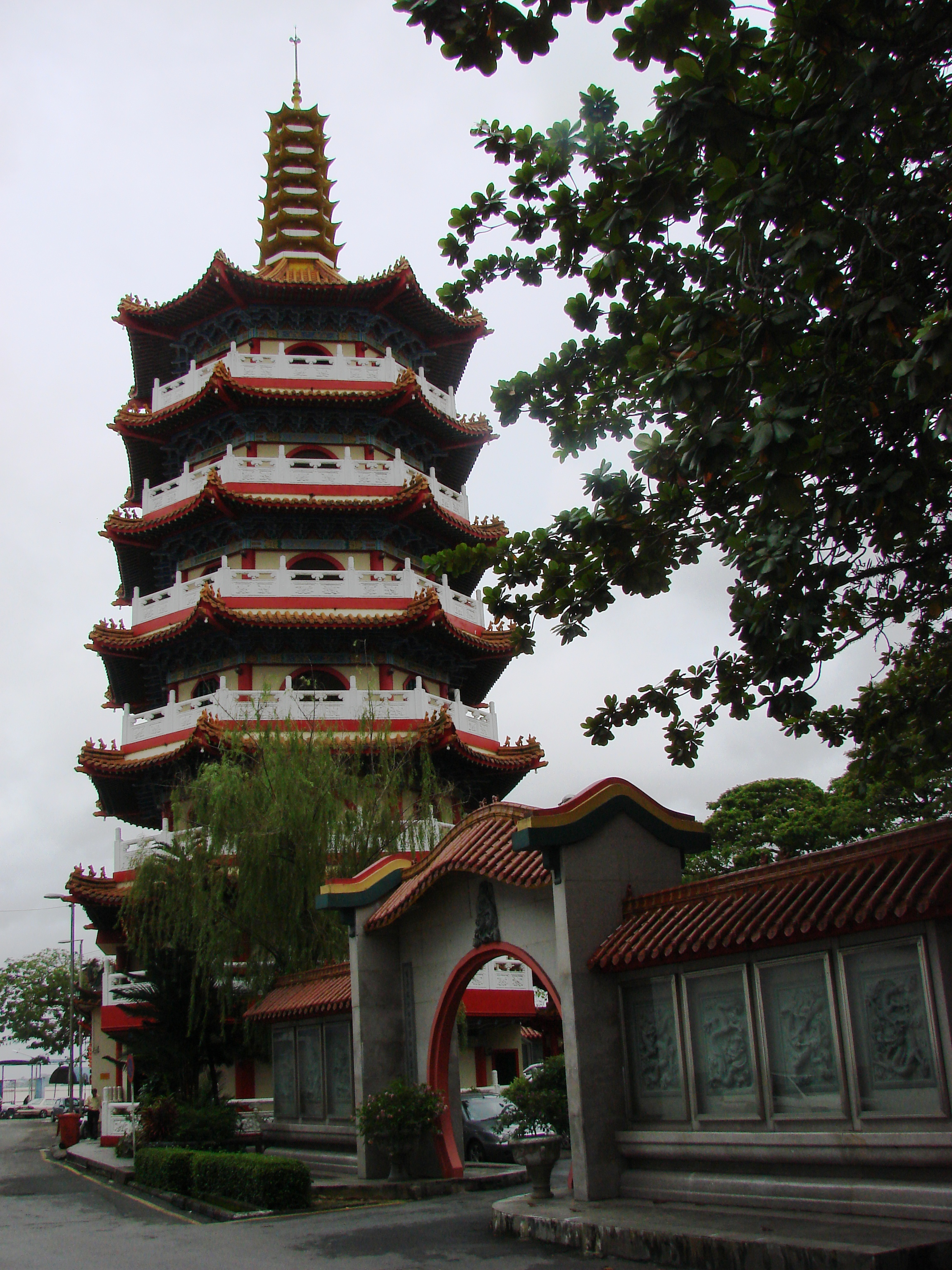
Miếu Đại Bá Công

Kể từ năm 2005, Hội đồng Đô thị Sibu tổ chức Lễ hội Văn hóa Borneo (BCF) vào tháng bảy hàng năm tại Quảng trường Thị trấn Sibu trong thời gian 10 ngày. Lễ hội có âm nhạc truyền thống, vũ đạo, thi đấu, thi người đẹp, các gian đồ ăn, hội chợ trò chơi, và triển lãm sản phẩm. Lễ hội có 3 sân khấu riêng biệt trình diễn truyền thống người Iban, người Hoa và người Mã Lai. Lễ hội thu hút khoảng 20.000 người mỗi năm. Sibu từng hai lần tổ chức Lễ hội Văn hóa người Hoa Toàn quốc (全國華人文化節) vào năm 2001 và 2009, kéo dài trong ba ngày. Trong số các hoạt động được tổ chức trong lễ hội này, có làng văn hóa, câu đố đèn lồng, vũ điệu văn hóa, ca khúc tiếng Hoa, múa rồng, và thư pháp. Lễ hội Vũ đạo Quốc tế Sibu (SIDF) bắt đầu vào năm 2012. Nó thường được tổ chức khoảng từ tháng 6 đến tháng 9 hàng năm, kéo dài trong 5 ngày, và thu hút khoảng 14-18 đoàn vũ đạo quốc tế đến trình diễn tại Sibu. Nó bao gồm các hoạt động như hội thảo, hội nghị, trình diễn ngoài trời và hòa nhạc vũ đạo.
Cách thị trấn Sibu 40 phút đi ô tô có sáu nhà dài của người Iban. Du khách có thể cảm nhận rượu gạo tuak truyền thống và các món ngon khác như sarang semut, kain kebat, và pansuh. Các nhà dài Iban này giới thiệu phương thức sinh hoạt, phong tục, vũ đạo và âm nhạc truyền thống của dân tộc này. Du lịch ở tại nhà dân cũng tồn tại trong các nhà dài này. Sibu có 3 nhà máy gốm sứ, các thiết kế gốm sứ chủ yếu miêu tả văn hóa truyền thống của người bản địa.
Tuyến đường Di sản Sibu được khởi đầu vào năm 2012, gồm có chín địa điểm là Trung tâm Di sản Sibu, Thánh đường cũ Sibu (Masjid Al-Qadim, xây dựng vào năm 1883), Di chỉ Kỷ niệm Chiến binh (điểm an táng hiện tại của Rosli Dhobi, gần Thánh đường An-Nur), nghĩa trang Hồi giáo cổ nhất, Bảo tàng Kỷ niệm Bệnh viện Lau King Howe, Quảng trường Kỷ niệm Hoover, Miếu Đại Bá Công, và Chợ Trung tâm Sibu. Toàn bộ 9 địa điểm đều cách nhau khoảng 2 km. Trung tâm Di sản Sibu có tòa thị chính cũ, nó trưng bầy thuở ban đầu của Sibu, văn hóa Iban và Mã Lai, cùng các bình sành sứ Trung Quốc có niên đại từ thời phong kiến. Miếu Đại Bá Công là nơi thờ phụng Phật giáo và Đạo giáo, được thành lập vào năm 1870, có tháp Quan Âm cao 7 tầng được xây trong thập niên 1980. Baỏo tàng Kỷ niệm Bệnh viện Lau King Howe là bảo tàng y tế duy nhất tại Malaysia. Tại đây trưng bày các dịch vụ nha khoa, phẫu thuật, và sản khoa do bệnh viện cung cấp từ thập niên 1950 đến thập niên 1990. Đường Di sản Sungai Merah (sông đỏ) là địa điểm khu định cư đầu tiên của người Hoa Phúc Châu tại Sibu vào năm 1901. Đây là một tuyến đường tản bộ bên bờ sông Sungai Merah hướng đến Công viên Kỷ niệm Hoàng Nãi Thường. Công viên Kỷ niệm James Hoover cũng nằm gần Tuyến đường Di sản Sungai Merah.
Bukit Aup Jubilee Park được khai trương trong tháng 3 năm 1993, nằm cách thị trấn Sibu 10 km. Nó có tổng diện tích đất nhấp nhô là 24 mẫu Anh (0,097 km2). Công viên hai lần liên tục chiến thắng Giải thưởng Cạnh tranh Phong cảnh Toàn quốc vào năm 1997 và 1998. Điểm cao nhất của công viên là Bukit Aup (59 m trên mực nước biển) nguyên là mọt khu an táng truyền thống dành cho các chiến binh Iban. Khu an táng đã được di dời để phát triển công viên song cộng đồng Iban vẫn xem đỉnh này là một nơi linh thiêng và thường xuyên tiến cúng. Khu bảo tồn rừng đầm lầy than bùn Bukit Lima có diện tích 390 hécta (3,9 km2), được công bố là một khu vực bảo tồn kể từ tháng 10 năm 1929. Trong tháng 1 năm 2001, Lâm viên Bukit Lima có diện tích 219 hécta (2,19 km2) được lập nên trong rừng đầm lầy than bùn và mở cửa cho công chúng. Nó có hai tuyến đường đi riêng biệt được lát ván gỗ dài 3,5 km và 2,5 km. Sibu còn có các công viên đô thị và ngoại ô khác như Công viên Kỷ niệm Kutien, Công viên Kỷ niệm Hin Hua, và Công viên Permai Lake.
Sibu có hai sân vận động là Sân vận động Tun Zaidi và Sân vận động trong nhà Sibu. Sibu BASE jump là một sự kiện thường niên được tổ chức vào mỗi tháng 9 kể từ năm 2009, kéo dài trong ba ngày. Nhảy vào ban đêm cũng được trình diễn khi thời tiết cho phép. BASE jumping thường được thực hiện từ đỉnh của Tòa nhà Wisma Sanyan có độ cao 126 m. Từ năm 2001, Sarawak Health Marathon được tổ chức thường niên tại Công viên Kỷ niệm Bukit Aup, có thể được chia thành sáu hạng mục.
Sibu Gateway là một địa điểm tại khu vực trung tâm, có vòi phun nước được chiếu sáng, một khu vườn, và một tượng thiên nga có ký hiệu 12 con giáp bao quanh. Rajang Esplanade là một trong số 22 công viên cộng đồng tại Sibu, hầu hết do các hội quán người Hoa quyên góp. Rajang Esplanade là một đường tản bộ dọc bờ sông Rajang từ bến tầu Sibu đến Kingwood Hotel. Trên đường có thể ngắm con sông đục ngầu cùng các xà lan chở gỗ, tàu cao tốc, và tàu đánh cá trên đó.

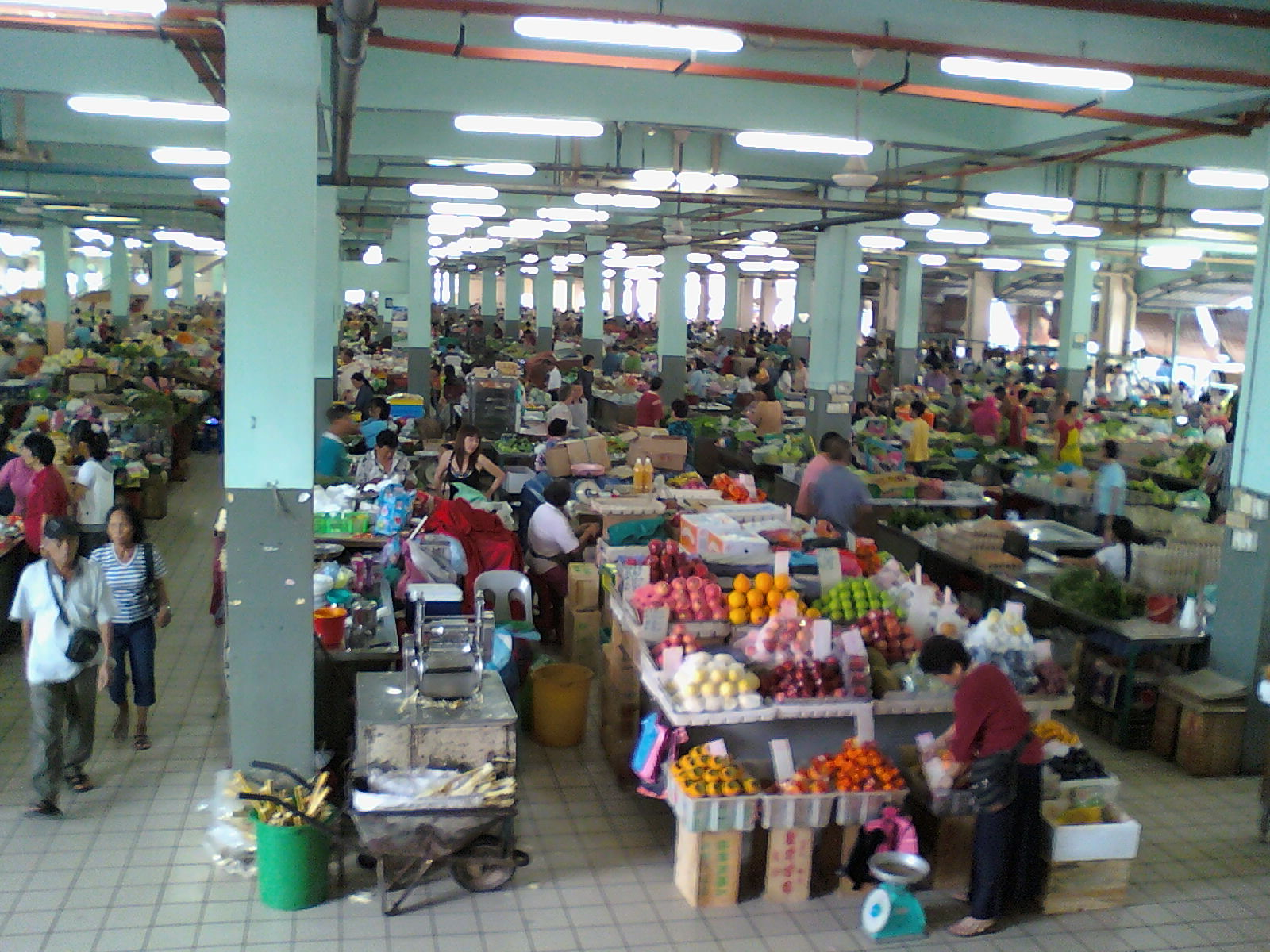
Chợ Trung tâm Sibu.

Sibu có một số khu mua sắm: Wisma Sanyan, Medan Mall, Sing Kwong Shopping Complex, Farley Departmental Store, Delta Mall, Star Mega Mall, Everwin và Giant Hypermarket. Chợ Đêm Sibu được thành lập vào năm 1973 và nằm tại trung tâm thị trấn. Các tiểu thương địa phương thường dựng quầy di động của họ từ 5 giờ sáng đến 10 giờ tối mỗi ngày. Các gian hàng bán đồ gia dụng, giầy dép, mặt hàng thời trang, và nhiều loại đồ ăn. Đến tháng 8 năm 2012, chợ được chuyển đến Butterfly Garden trên Cross Road gần Miếu Đại Bá Công nhằm giảm thiểu ùn tắc giao thông. Chợ Trung tâm Sibu là chợ ngoài trời lớn nhất tại Sarawak. Nó nằm trên Phố Channel, đối diện bến tàu Sibu. Chợ trung tâm có các quầy thực phẩm trên tầng thượng với các khu hàng khô và hàng tươi ở tầng trệt. Trong số các mặt hàng được bán trong chợ này có các loại quả ngoại nhập, sản phẩm từ rừng, đồ thủ công, gạo Bario, gia cầm. Chợ có 1.100 quầy vào ngày thường và có thêm 400-500 quầy vào cuối tuần khi người bản địa từ nội địa đem các sản phẩm từ rừng của họ đến chợ.

## =Ẩm thực

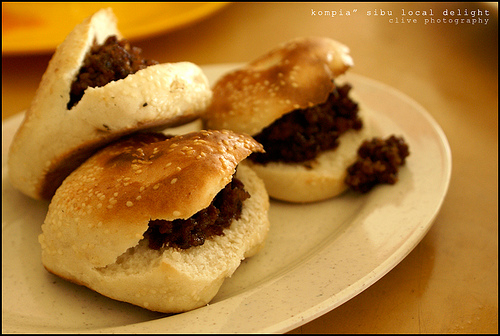
Kompyang nhồi thịt lợn băm.

Các món ăn phổ biến tại Sibu gồm có:
- Mì Kam Pua (Can Bàn miến 干盘面) — mì được xào trong mỡ lợn hay dầu thực vật, hành khô, hành lá và thi thoảng là xì dầu và/hoặc tương ớt. Nó hiện diện trong hầu như tất cả các quán cá phê và quán ăn.[246] Mì kampua Halal (Hồi giáo) cũng tồn tại.[247]
- Duёng Mian Ngu (Đỉnh Biên hồ 鼎边糊) — một loại cháo với bánh gạo mềm hiện diện tại nhiều quầy, là một món ăn sáng đầy đủ hoặc ăn vào tối muộn. Nó thường được phục vụ cùng với cá viên và mực.[248]
- Bian Nyuk (Biển Nhục 扁肉, Vân Thôn 雲吞, hay Wonton) — món bánh bao thịt có thể ăn khô hoặc trong bát canh.[249]
- Gom bian (Quang Bính 光饼 hay Kompia) — một đồ ăn Phúc Châu bằng bột mì, được nướng trong lò và có thể ăn với thịt và nước xốt. Nó phần nào tương tự như bagel, song nó có thể ở dạng giòn hoặc mềm.[250] kompia mềm truyền thống được dìm trong nước xốt thịt lợn.[251] Có các loại được chiên ngập dầu trên khắp thị trấn Sibu.[252]
- You Zhar Gui (Du Tạc Cối 油炸桧, Du Điều 油條, Yau Char Kway, hay Kueh Cakoi trong tiếng Mã Lai) — đôi bột nhão được chiên ngập dầu thường được nhúng vào canh hoặc tương ớt. Nó thường được ăn với cháo yến mạch hay "Bak Kut Teh" （肉骨茶）.
- Bek Ding Yuok (Bát Trân Dược 八珍药 hay Pek Ting Ngor): Canh có tám chất, loại canh có chứa ít nhất tám thành phần thảo dược.[253]
- Rojak Kassim — rojak kiểu Ấn (còn gọi là pasembur hay Mamak Rojak).[253]